# Selenia bilineata
Selenia bilineata là một loài bướm đêm trong họ Geometridae.